# Championnat de République tchèque de hockey sur glace 2011-2012
Saison précédente Saison suivante
La saison 2011-2012 est la dix-neuvième saison des championnats de hockey sur glace de République tchèque : l’Extraliga, la première division, la 1. liga, second échelon, la 2. liga, troisième division et des autres divisions inférieures.

## Saison régulière
| Clt   | Équipe                  | PJ | V  | VP | D  | DP | BP  | BC  | Pts |
| ----- | ----------------------- | -- | -- | -- | -- | -- | --- | --- | --- |
| +001, | HC Sparta Prague        | 52 | 27 | 8  | 10 | 7  | 163 | 109 | 107 |
| +002, | HC Plzeň 1929           | 52 | 26 | 7  | 7  | 12 | 181 | 146 | 99  |
| +003, | HC Eaton Pardubice      | 52 | 23 | 5  | 7  | 17 | 175 | 136 | 86  |
| +004, | HC Bílí Tygři Liberec   | 52 | 19 | 11 | 5  | 17 | 145 | 140 | 84  |
| +005, | HC České Budějovice     | 52 | 23 | 5  | 4  | 20 | 129 | 127 | 83  |
| +006, | HC Vítkovice Steel      | 52 | 20 | 7  | 3  | 22 | 143 | 150 | 77  |
| +007, | PSG Zlín                | 52 | 18 | 6  | 10 | 18 | 107 | 125 | 76  |
| +008, | HC Kometa Brno          | 52 | 19 | 6  | 6  | 21 | 142 | 137 | 75  |
| +009, | HC Vagnerplast Kladno   | 52 | 19 | 5  | 7  | 21 | 129 | 140 | 74  |
| +010, | HC Oceláři Třinec       | 52 | 19 | 4  | 8  | 21 | 146 | 143 | 73  |
| +011, | HC Energie Karlovy Vary | 52 | 17 | 5  | 6  | 24 | 137 | 154 | 67  |
| +012, | HC Slavia Prague        | 52 | 15 | 7  | 7  | 23 | 140 | 158 | 66  |
| +013, | HC BENZINA Litvínov     | 52 | 14 | 9  | 4  | 25 | 138 | 171 | 64  |
| +014, | BK Mladá Boleslav       | 52 | 16 | 4  | 5  | 27 | 120 | 159 | 61  |

- Équipe qualifiée pour les séries éliminatoires
- Équipe qualifiée pour le tour préliminaire
- Équipe devant jouer la phase de relégation

## Tour de qualification
- HC Kometa Brno - Rytíři Kladno 3:0 (5:2; 5:3; 4:3 a.p.)
- PSG Zlín - HC Oceláři Třinec 3:2 (3:0; 3:4 a.p.; 2:6; 2:1 a.p.; 4:2)

## Séries éliminatoires
|  | Quarts de finale      | Quarts de finale   |                       |   | Demi-finales | Demi-finales |  |  | Finale | Finale |
|  | Quarts de finale      | Quarts de finale   |                       |   | Demi-finales | Demi-finales |  |  | Finale | Finale |
|  |                       |                    |                       |   |              |              |  |  |        |        |
|  |                       |                    |                       |   |              |              |  |  |        |        |
|  |                       |                    |                       |   |              |              |  |  |        |        |
|  | HC Bílí Tygři Liberec | 4                  |                       |   |              |              |  |  |        |        |
|  | HC Bílí Tygři Liberec | 4                  |                       |   |              |              |  |  |        |        |
|  | HC České Budějovice   | 1                  |                       |   |              |              |  |  |        |        |
|  | HC České Budějovice   | 1                  | HC Bílí Tygři Liberec | 2 |              |              |  |  |        |        |
|  |                       |                    | HC Bílí Tygři Liberec | 2 |              |              |  |  |        |        |
|  |                       | HC Eaton Pardubice | 4                     |   |              |              |  |  |        |        |
|  | HC Eaton Pardubice    | HC Eaton Pardubice | 4                     | 4 |              |              |  |  |        |        |
|  | HC Eaton Pardubice    |                    |                       | 4 |              |              |  |  |        |        |
|  | HC Vítkovice Steel    | 3                  |                       |   |              |              |  |  |        |        |
|  | HC Vítkovice Steel    | 3                  | HC Eaton Pardubice    | 4 |              |              |  |  |        |        |
|  |                       |                    | HC Eaton Pardubice    | 4 |              |              |  |  |        |        |
|  |                       | HC Kometa Brno     | 2                     |   |              |              |  |  |        |        |
|  | HC Sparta Prague      | HC Kometa Brno     | 2                     | 2 |              |              |  |  |        |        |
|  | HC Sparta Prague      |                    |                       | 2 |              |              |  |  |        |        |
|  | HC Kometa Brno        | 4                  |                       |   |              |              |  |  |        |        |
|  | HC Kometa Brno        | 4                  | HC Kometa Brno        | 4 |              |              |  |  |        |        |
|  |                       |                    | HC Kometa Brno        | 4 |              |              |  |  |        |        |
|  |                       | HC Plzeň 1929      | 1                     |   |              |              |  |  |        |        |
|  | HC Plzeň 1929         | HC Plzeň 1929      | 1                     | 4 |              |              |  |  |        |        |
|  | HC Plzeň 1929         |                    |                       | 4 |              |              |  |  |        |        |
|  | PSG Zlín              | 3                  |                       |   |              |              |  |  |        |        |
|  | PSG Zlín              | 3                  |                       |   |              |              |  |  |        |        |

## Poule de relégation
| Clt   | Équipe                  | PJ | V  | VP | D  | DP | BP  | BC  | Pts |
| ----- | ----------------------- | -- | -- | -- | -- | -- | --- | --- | --- |
| +001, | HC Energie Karlovy Vary | 64 | 23 | 5  | 29 | 7  | 179 | 193 | 86  |
| +002, | HC Slavia Prague        | 64 | 21 | 7  | 28 | 8  | 170 | 185 | 85  |
| +003, | HC BENZINA Litvínov     | 64 | 19 | 11 | 30 | 4  | 170 | 206 | 83  |
| +004, | BK Mladá Boleslav       | 64 | 20 | 5  | 33 | 6  | 154 | 196 | 76  |

- Maintien en Extraliga

## Classement final
| Place | Équipe                  |
| ----- | ----------------------- |
| 1er   | HC Pardubice            |
| 2e    | HC Kometa Brno          |
| 3e    | HC Plzeň 1929           |
| 4e    | HC Bílí Tygři Liberec   |
| 5e    | HC Sparta Prague        |
| 6e    | HC České Budějovice     |
| 7e    | HC Vítkovice Steel      |
| 8e    | PSG Zlín                |
| 9e    | HC Vagnerplast Kladno   |
| 10e   | HC Oceláři Třinec       |
| 11e   | HC Energie Karlovy Vary |
| 12e   | HC Slavia Prague        |
| 13e   | HC BENZINA Litvínov     |
| 14e   | BK Mladá Boleslav       |

## Effectifs médaillés
| Place     | Équipe         | Effectif |
| --------- | -------------- | --- |
| Champion  | HC Pardubice   | Gardiens de but : Défenseurs : Attaquants : Entraîneur : |
| Finaliste | HC Kometa Brno | Gardiens de but : Défenseurs : Attaquants : Entraîneurs : |
| Troisième | HC Plzeň 1929  | Gardiens de but : Adam Svoboda, Marek Mazanec, Dominik Halmoši, Petr Přikryl Défenseurs : Jiří Hanzlík, František Kaberle, Nicolas St. Pierre, Jiří Marušák, Tomáš Frolo, Jakub Jeřábek, Jiří Vykoukal, Jaroslav Modrý, Rostislav Malena, Jiří Dobrovolný, Dominik Boháč, Dan Růžička, Jakub Ruprecht Attaquants : Tomáš Vlasák, Martin Straka, Radek Duda, Ondřej Kratěna, Jan Kovář, Pavel Mrňa, Michal Dvořák, Martin Heřman, Nicholas Johnson, Pavel Vostřák, Dušan Andrašovský, Patrik Petruška, Tomáš Pitule, Jan Stránský, Pavel Sedláček, Václav Pletka, Dominik Kubalík, Ondřej Havlíček, Jakub Lev Entraîneurs : |